# Entélure
Entelurus aequoreus
Genre
Espèce
Statut de conservation UICN

 LC  : Préoccupation mineure
L'entélure (nom binomial : Entelurus aequoreus), ou entélure de mer, alias « grand serpent de mer », désigne une espèce de poissons de la famille des  Syngnathidae qui comporte par ailleurs les syngnathes et les hippocampes. C'est la seule espèce de son genre Entelurus (monotypique).
C'est une espèce atlantique dont l'aire de répartition traditionnelle s'étendait de l'Islande aux Açores. Depuis le début des années 2000, ses populations ont connu une croissance numérique considérable dans les eaux nord-européennes, et sa distribution s'est étendue vers le nord jusqu'au Spitzberg et à la mer de Barents.

### GenreEntelurus
- (en) FishBase : liste des espèces du genre Entelurus (site miroir)
- (fr + en) ITIS : Entelurus Duméril, 1870
- (en) Animal Diversity Web : Entelurus
- (en) NCBI : Entelurus (taxons inclus)

### EspèceEntelurus aequoreus
- (en) Catalogue of Life : Entelurus aequoreus (Linnaeus, 1758) (consulté le 16 décembre 2020)
- (en + fr) FishBase : espèce Entelurus aequoreus (Linnaeus, 1758) (+ traduction) (+ noms vernaculaires 1 & 2)
- (fr + en) ITIS : Entelurus aequoreus (Linnaeus, 1758)
- (en) NCBI : Entelurus aequoreus (taxons inclus)
- (en) UICN : espèce Entelurus aequoreus (consulté le 29 janvier 2020)
- (fr) INPN : Entelurus aequoreus (Linnaeus, 1758) (TAXREF)